# Simeon Solomon

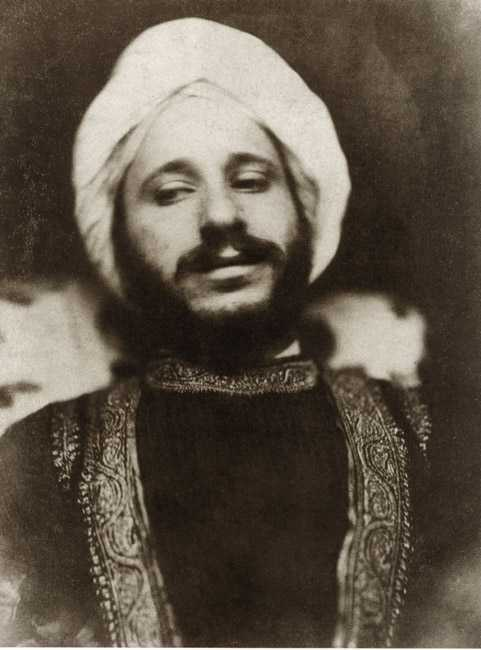
Solomon i 'orientalisk' utklädsel

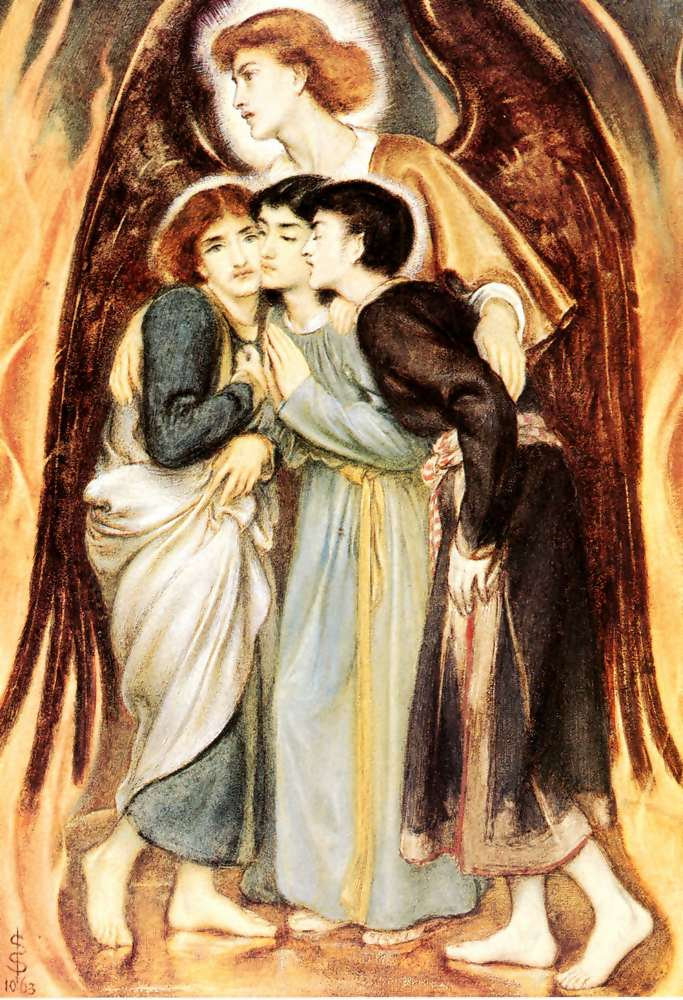
Shadrak, Meshak och Aved-Nego, 1863

Simeon Solomon, född 9 oktober 1840 i London, död 14 augusti 1905 på St. Giles fattighus i London, var en brittisk prerafaelitisk målare.

## Biografi
Simeon föddes i en judisk familj som det åttonde och sista barnet. Han var son till den framstående köpmannen Meyer Solomon och konstnären Kathe Levey. Simeon var yngre bror till konstnärerna Abraham Solomon och Rebecca Solomon (1832–1886).
Efter att ha utbildat sig tog han, omkring 1850, målerilektioner för Abraham och studerade 1852 vid Carey's Art Academy. Hans syster var den första som ställde ut hans verk, i Royal Academy samma år.
Som student vid Royal Academys skolor presenterades han 1857 av Dante Gabriel Rossetti för andra medlemmar i det prerafaelitiska sällskapet, däribland poeten Algernon Swinburne och målaren Edward Burne-Jones. Hans första utställning var på Royal Academy 1858 och han fortsatte att ställa ut sina verk på Royal Academy mellan 1858 och 1872. Utöver sådana litterära målningar som karaktäriserade den prerafaelitiska skolan, innehöll hans verk även scener ur den hebreiska bibeln samt genremålningar som skildrade det judiska livet och dess seder. 
1873 avbröts hans karriär då han arresterades på en offentlig toalett i London och dömdes till straffarbete för onaturlig otukt. Straffet reducerades senare till polisövervakning. Han flydde till Frankrike, men arresterades på nytt 1874 och dömdes då till tre månaders fängelse. 
Från år 1885 bodde han på fattighus. Han förtjänade ibland lite pengar som trottoarmålare och på att sälja tändstickor. Han hade sällan råd med duk till sina tavlor utan var hänvisad till papper och överblivna kartongbitar. Det anses att hans konstnärliga gärning även blev lidande av hans höga alkoholkonsumtion, vilken så småningom ledde till hälsoproblem och till hans död 1905. Han är begravd på den judiska kyrkogården i Willesden.